# Pseudamussium fasciculatum
Pseudamussium fasciculatum is een tweekleppigensoort uit de familie van de Pectinidae. De wetenschappelijke naam van de soort is voor het eerst geldig gepubliceerd in 1845 door Hinds.